# Víkingur Gøta

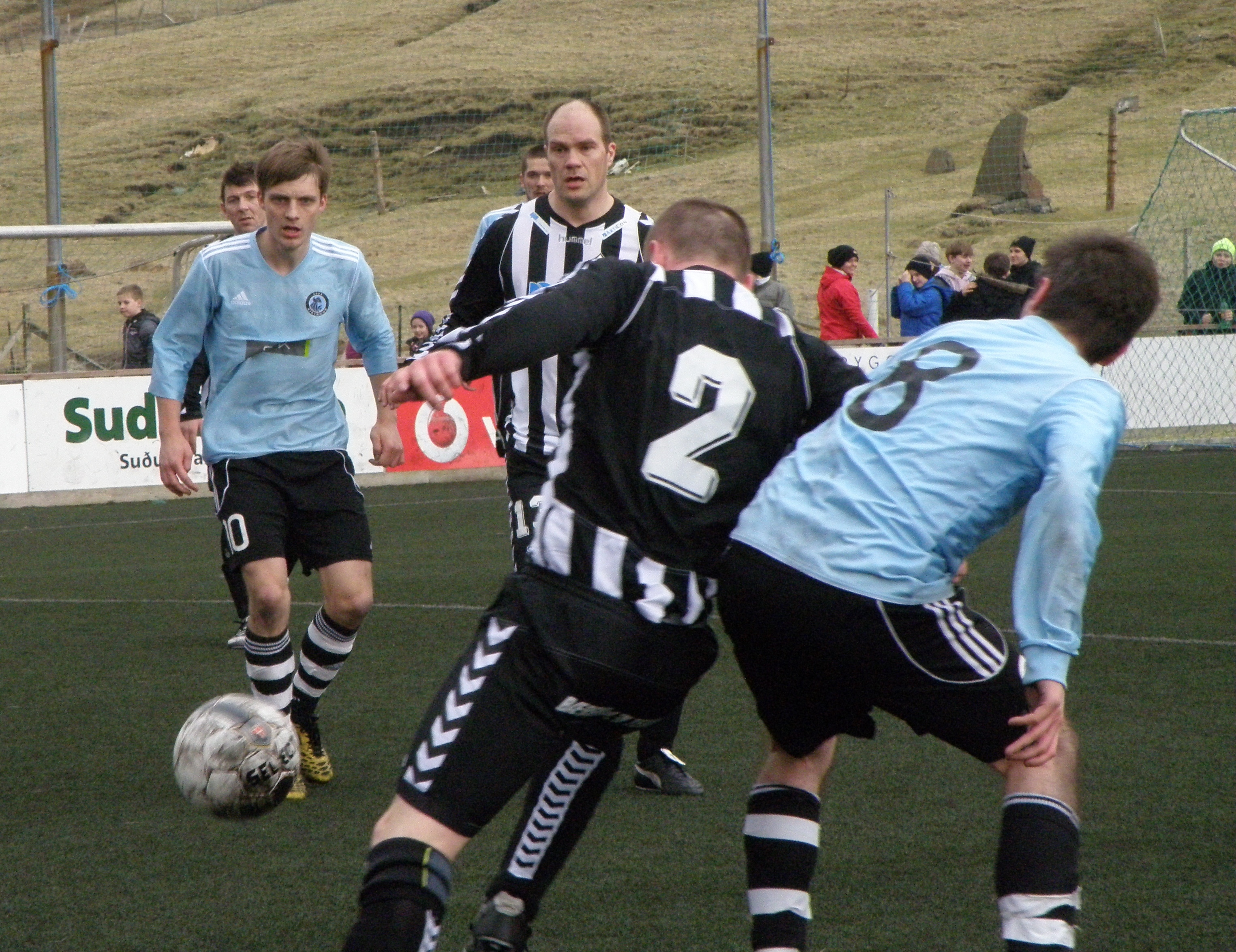
Víkingur Gøta vs. TB Tvøroyri en marzo de 2012. Víkingur ganó 2-0.

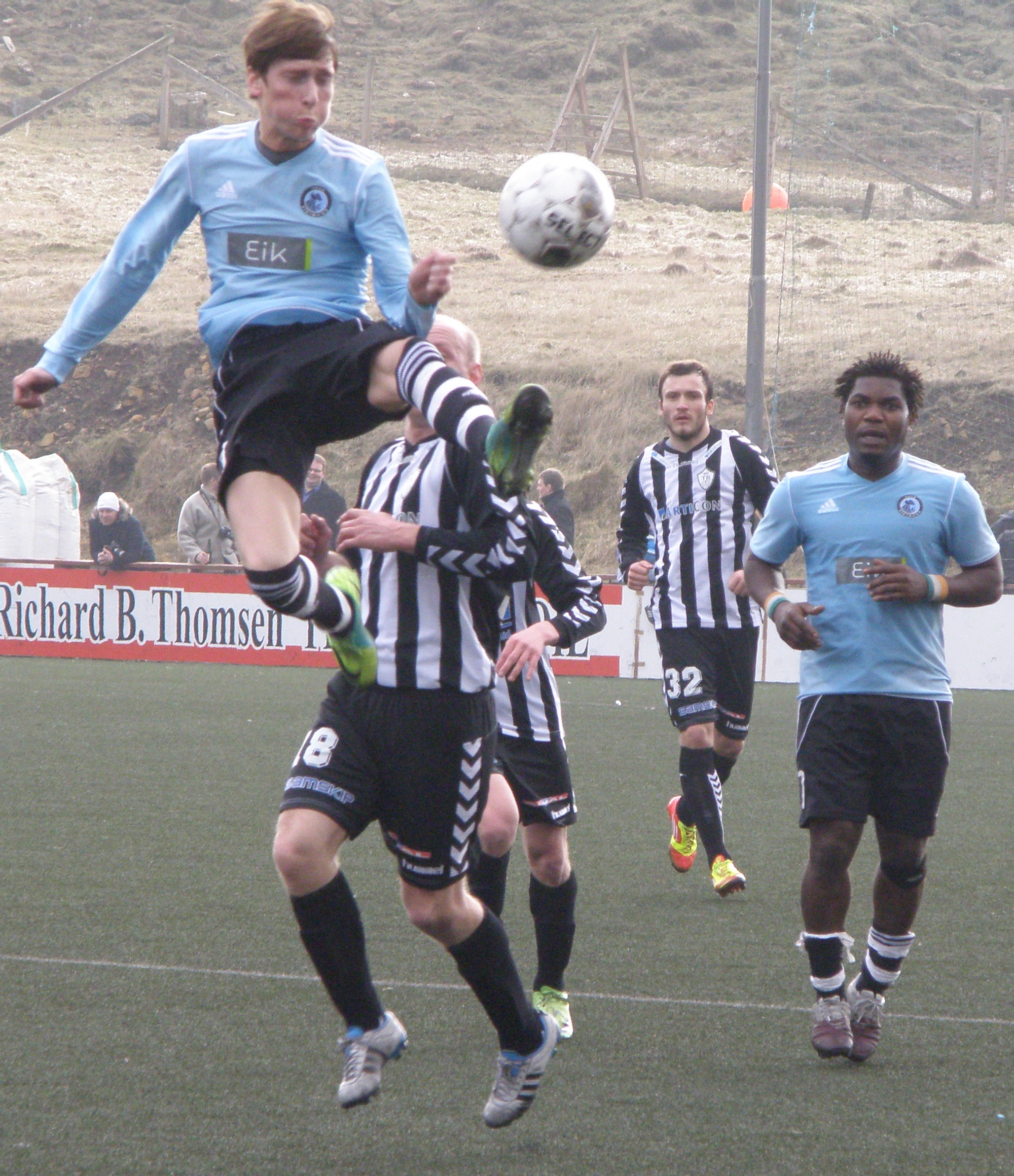
Víkingur Gøta vs. TB Tvøroyri en marzo de 2012.

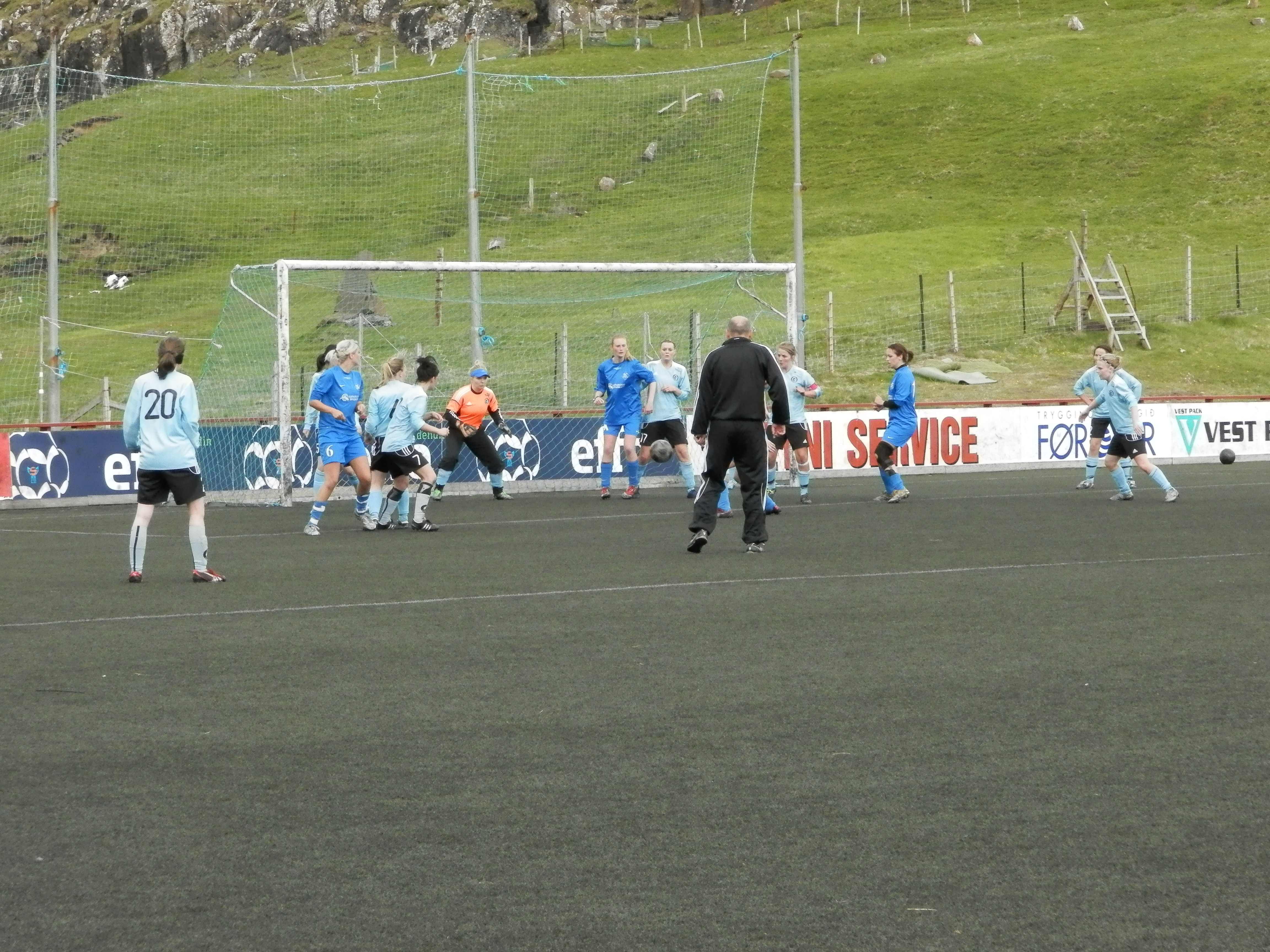
El Víkingur Gøta también tiene un equipo en fútbol femenil, imagen de un partido el 1 de julio del 2012 ante el FC Suðuroy.

El Víkingur Gøta es un club de fútbol de las Islas Feroe de la ciudad de Gøta. Fue fundado en 2008 tras la fusión del GÍ Gøta y el Leirvík ÍF. Actualmente juega en la Primera División de las Islas Feroe.

## Historia

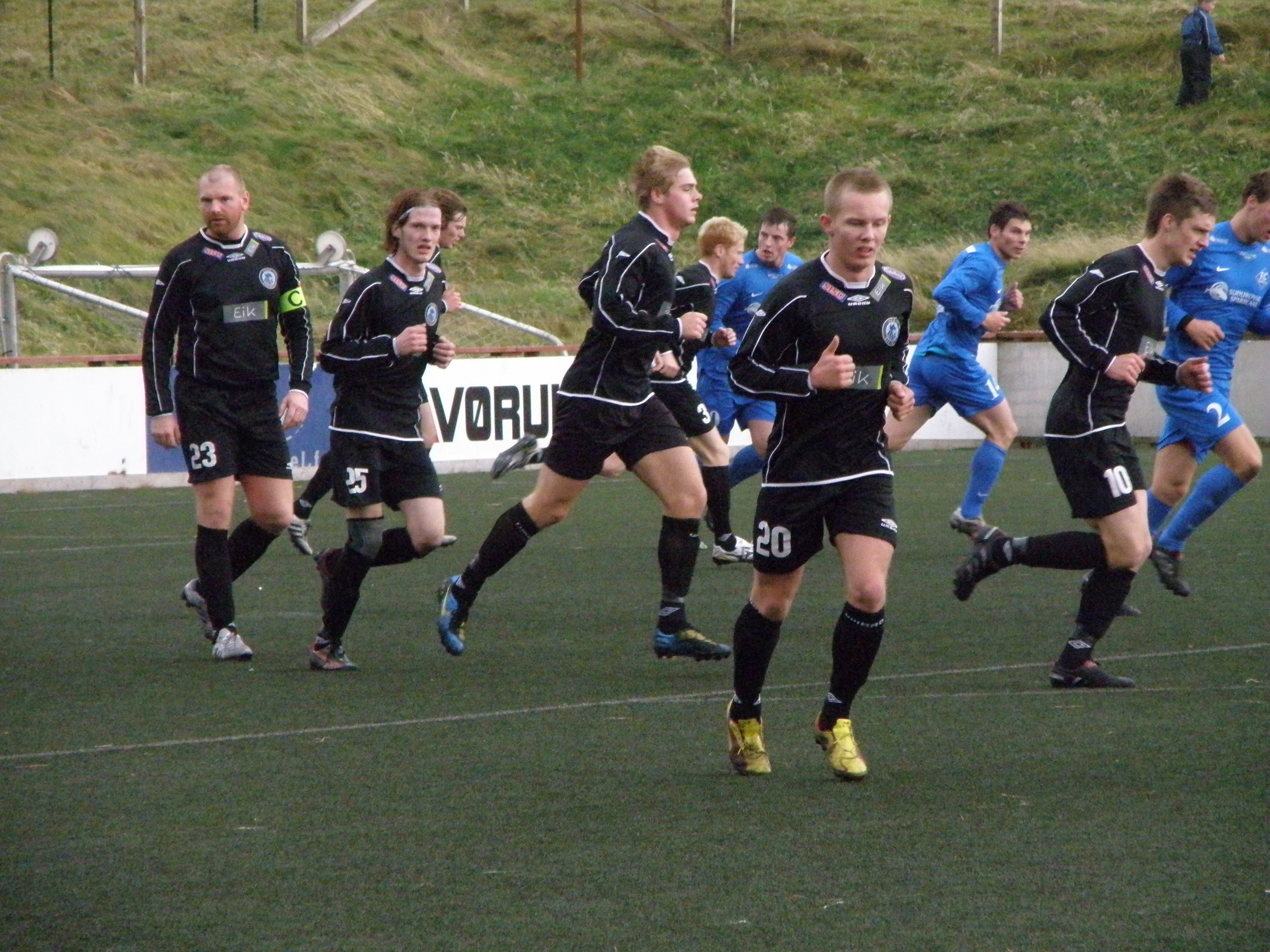
Víkingur Gøta en un juego por la Vodafonedeildin ante el FK Suðuroy en octubre del 2010. Jugaron con su segundo uniforme (negro).

El Víkingur Gøta se anunció el 4 de febrero de 2008, tras la fusión de los clubes GÍ Gøta y el Leirvík ÍF. En su primera temporada en activo finalizó en el quinto lugar de la liga feroa. En 2009 consiguió la Copa de Islas Feroe, lo que le dio derecho a clasificarse para la Liga Europea de la UEFA 2010-11.
En la temporada 2014-15 hizo historia al convertirse en el primer equipo de Islas Feroe que logra alcanzar la tercera ronda de la Liga Europea de la UEFA.

## Palmarés

### Torneos nacionales
- Primera División de las Islas Feroe (3): 2016, 2017, 2024
- Copa de Islas Feroe (6): 2009, 2012, 2013, 2014, 2015, 2022
- Supercopa de Islas Feroe (5): 2014, 2015, 2016, 2017, 2018

## Jugadores

### Jugadores destacados
- Jóhan Dávur Højgaard
- Símun Louis Jacobsen
- Sverri Jacobsen
- Mortan Joensen
- Súni Olsen
- Áslakur Petersen
- Hans Pauli Petersen
- Magnus Skorðalíð
- Zoltán Bükszegi

## Entrenadores
- Anton Skoradal (febrero de 2008–octubre de 2008)[6][7]
- Jógvan Martin Olsen (octubre de 2008–julio de 2013)[7][8]
- Sigfríður Clementsen (julio de 2013–octubre de 2015)[9][10][11]
- Sámal Erik Hentze (octubre de 2015–noviembre de 2017)[12][13]
- Maurice Ross (noviembre de 2017–mayo de 2018)[13][14]
- Sigfríður Clementsen (mayo de 2018–octubre de 2018)[15][16]
- Sámal Hentze (octubre de 2018–octubre de 2019)[16][17]
- Eyðun Klakstein (octubre de 2019–septiembre de 2020)[18][19][20]
- Jóhan Petur Poulsen (septiembre de 2020–presente)[2]

## Participación en competiciones de la UEFA
| Temporada | Torneo                        | Ronda            | Club                  | Ida | Vuelta | Global |  |
| --------- | ----------------------------- | ---------------- | --------------------- | --- | ------ | ------ |  |
| 2010–11   | UEFA Europa League            | Clasificatoria 2 | Beşiktaş              | 0–4 | 0–3    | 0–7    |  |
| 2012–13   | UEFA Europa League            | Clasificatoria 1 | Gomel                 | 0–6 | 0–4    | 0–10   |  |
| 2013–14   | UEFA Europa League            | Clasificatoria 1 | FC Inter Turku        | 1–1 | 1–0    | 2–1    |  |
| 2013–14   | UEFA Europa League            | Clasificatoria 2 | Petrolul Ploiești     | 0–4 | 0–3    | 0–7    |  |
| 2014–15   | UEFA Europa League            | Clasificatoria 1 | FC Daugava            | 2–1 | 1–1    | 3–2    |  |
| 2014–15   | UEFA Europa League            | Clasificatoria 2 | Tromsø IL             | 0–0 | 2–1    | 2–1    |  |
| 2014–15   | UEFA Europa League            | Clasificatoria 3 | Rijeka                | 1–5 | 0–4    | 1–9    |  |
| 2015–16   | UEFA Europa League            | Clasificatoria 1 | Rosenborg             | 0–2 | 0–0    | 0–2    |  |
| 2016-17   | UEFA Europa League            | Clasificatoria 1 | FK Ventspils          | 0–2 | 0–2    | 0–4    |  |
| 2017-18   | UEFA Champions League         | Clasificatoria 1 | KF Trepça'89          | 2–1 | 4–1    | 6–2    |  |
| 2017-18   | UEFA Champions League         | Clasificatoria 2 | FH                    | 0–2 | 1–1    | 1–3    |  |
| 2018-19   | UEFA Champions League         | Clasificatoria 1 | HJK                   | 1–2 | 1–3    | 2–5    |  |
| 2018-19   | UEFA Europa League            | Clasificatoria 2 | Torpedo Kutaisi       | 0–4 | 0–3    | 0–7    |  |
| 2022-23   | UEFA Europa Conference League | Clasificatoria 1 | Europa                | 1–0 | 2–1    | 3–1    |  |
| 2022-23   | UEFA Europa Conference League | Clasificatoria 2 | DAC Dunajská Streda   | 0–2 | 0–2    | 0–4    |  |
| 2023–24   | UEFA Europa Conference League | Clasificatoria 1 | Inter Club d'Escaldes | 1–1 | 1–2    | 2–3    |  |
| 2024-25   | UEFA Europa Conference League | Clasificatoria 1 | Liepāja               | 2–0 | 1–1    | 3–1    |  |
| 2024-25   | UEFA Europa Conference League | Clasificatoria 2 | Gent                  | 0–3 | 1-4    | 1–7    |  |